# Dejma (milicja maltańska)

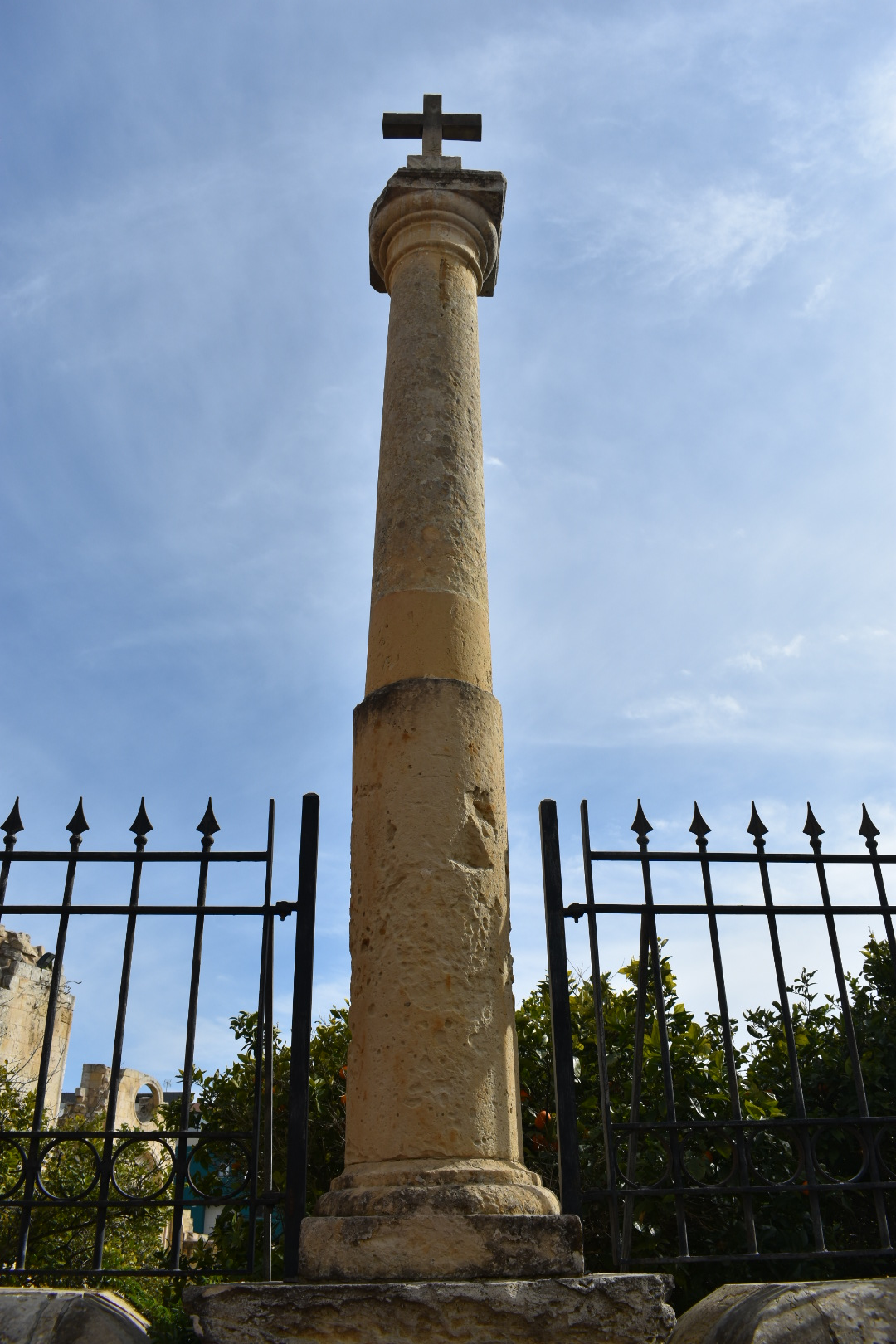
Krzyż dejmy w Siġġiewi

Dejma (malt. id-Dejma) – maltańska milicja złożona z cywilów. Najwcześniejsza wzmianka o dejmie pochodzi z 1462.

## Początki
W czasach średniowiecza ataki piratów były czymś powszechnym. Nie tylko porywali łodzie, ale także schodzili na brzeg, zabijali wszystkich, którzy próbowali ich zatrzymać, i kradli wszystko, co było dla nich przydatne, a nawet porywali mieszkańców i zabierali ich ze sobą jako niewolników. Dlatego Maltańczycy musieli stworzyć jakąś formę obrony.
Pod koniec XV wieku archiwa maltańskie opisują dwa typy milicji: strażnicy wybrzeży wymienieni na listach milicji zwani są „guardia”, „maħras” lub „għassa”, oraz milicja stacjonująca w miastach, zwana „dejma”. Wśród rodzimych historyków maltańskich istnieje tendencja do uważania dejmy za prawdziwych obrońców wysp, mimo iż dejma powstała po guardii. Pierwsza wzmianka o dejmie pochodzi z 1462 i wydaje się, że tworzyła ją ludność posiadająca konia i broń, będąca dzierżawcami ziemi od biskupa Malty.
Pierwsza dejma powstała w Mdinie, ale pod koniec XV wieku była już w czterech wioskach, w każdej dowodzona przez kapitana: Siġġiewi, Naxxar, Żurrieq i Nadur na Gozo. Według świadka w sprawie morderstwa w Siġġiewi w 1473, znajdowała się tam dejma składająca się z 10 osób, które zbierały się nocą w kościele San Ġwann. W 1498 w Ħaz-Żabbar wymieniona jest dejma chroniąca wieś.
To, że słowo „dejma” jest słowem semickim, nie oznacza, że dejma jako formacja powstała w czasach rządów arabskich. Prawdopodobnie jest to słowo maltańskie, ponieważ Maltańczycy musieli się zorganizować bez pomocy władców aragońskich. Milicja maltańska rozwinęła się z potrzeby Maltańczyków, aby się chronić, i nie ma dowodów na to, że Aragończycy ją rozwinęli lub pielęgnowali jako instytucję.

## Spisy milicji
Profesor Godfrey Wettinger przeprowadził intensywne badania list Milicji, które znalazł w muzeum katedry św. Pawła w Mdinie. Noszą one tytuł Quaternu factu et ordinatu per li nobili capitaneo et Jurati [et] consiglu per laguardia de la hisula de mauta anni XIII Indicionis. Wettinger twierdzi, że najstarsza pochodzi z lat 1419–1420. Jak już powiedziane było powyżej, dejma wzmiankowana była po raz pierwszy w 1492, więc listy te prawdopodobnie pochodzą od milicji, która pilnowała brzegów.

Listy te są ważne dla historii Malty z wielu powodów, m.in. dostarczają informacji o rozmieszczeniu ludności maltańskiej w XV wieku. Na liście z lat 1419-20 znajduje się 1667 mężczyzn. Jeśli policzy się także mężczyzn z Birgu, których tam nie ma, otrzyma się około 2000 ludzi. Jeśli dodać do tego kobiety i dzieci, można wnioskować, że populacja Malty w 1419 sięgała około 10 000 osób.

Lista daje nam również wyobrażenie o imionach nadawanych wówczas. Lista milicji zawiera około 80 imion chrześcijańskich. Znajduje się tam 104 mężczyzn o imieniu Antoni, 94 o imieniu Johanni oraz tyleż samo o imieniu Cola. Znajdują też dziwne imiona, takie jak Azimundinu, Ansaldinu i Apostoli. Nie ma wzmianki o Karmenu (Karmen), Publiju (Publiusz) czy Ġużeppi (Józef); to ostatnie spotykało się tylko wśród Żydów i było wśród nich bardzo pospolite.
Jest też lista koni, które zostały przygotowane do walki.
Niektóre obserwacje, które wyłaniają się z listy Milicji:
- Okolice Mellieħy i San Pawl il-Baħar do 1419 były nadal bardzo słabo zaludnione.
- Wiele wiosek zostało utraconych; dziś już ich nie ma. Jako przykład można podać wioski Calleja i Gumerinu.
- W 1419 ludność była jeszcze wiejska. Z 1667 mieszkańców Mdiny i Rabatu było 424 mężczyzn, wśród nich Żydzi. Nie jest prawdą, że ludność zamieszkiwała tylko okolice Mdiny i Rabatu.
- Lista sporządzona jest na 42 stronach.
- Żydzi są wpisani na listę. W 1492 wypędzono Żydów z Malty, więc lista musi pochodzić z czasów przed 1492.
- Mężczyźni z Birgu i Gozo nie są wpisani na listę milicji. W rzeczywistości Birgu i Gozo miały inne ustalenia dotyczące swojej obrony.
- Kapłani nie są wymienieni na liście milicji.

Na liście milicji znajdują się ludzie z różnych środowisk: Żydzi i chrześcijanie, rolnicy i sklepikarze, rzemieślnicy, notariusze, właściciele ziemscy i panowie feudalni.

## Czasy Zakonu św. Jana
Autor historii Zakonu Maltańskiego, Giacomo Bosio daje nam informację dotyczącą dejmy w 1530. Wspomina, jak Maltańczycy powitali wielkiego mistrza Villiersa 26 października:

„Nie mniej niż pięćset osób, w większości mężczyźni ze sztyletem i mieczem przy sobie; każdy brodaty i pulchny; ich suknia sięga do kolan, przykryta płaszczem pikowanym maltańską bawełną. Głowy zakryte czapkami, które dokładnie zasłaniają głowę.” – Giacomo Bosio „Historia della Sacra di religione militare S. Giovanni Gerosolimitano, della Malta” (tłum. własne)

Ponieważ milicja maltańska nie była zinstytucjonalizowana, wraz z przybyciem Zakonu św. Jana dejma została włączona w ramy zakonnego systemu obrony. Przywództwo znajdowało się w rękach rycerzy, którzy w razie potrzeby organizowali i wprowadzali zmiany. Wszystkie pułki były pod dowództwem wysokiej rangi rycerza zwanego seneszalem.
Mężczyźni w wieku od osiemnastu do sześćdziesięciu lat musieli wstąpić do wojska i koniecznie wziąć udział w obronie. Armię podzielono na tyle grup, ile było wówczas parafii lub wsi. We wrześniu każdego roku mianowano kapitanów dejmy. Pomiędzy nimi rozdzielono ochronę wszystkich brzegów. Mistrz koni dejmy był znany jako kavabuzz. Szlachta, rządcy i bogaci musieli trzymać konie do walki. Mężczyźni będcy głowami rodzin musieli trzymać w swoich domach strzały, proce, lance, miecze, halabardy, a z biegiem czasu także archiwa, a oni i ich dzieci musieli wychodzić, ilekroć zostaną wezwani alarmem (wystrzał armatni lub bicie w dzwony).
Do obowiązków oficerów należało nauczenie żołnierzy prawidłowego posługiwania się bronią, dobrego strzelania, wycofywania się za gruzowe mury i zachodzenia od tyłu na rozkaz stawienia czoła wrogowi. Musieli także zabrać żołnierzy na brzeg, aby zapoznali się z miejscami, w których planowano stacjonować na wypadek ataku. Kapitanowie mieli spać w swoich wioskach od 1 marca do końca września i czuwać nad prawidłowym przebiegiem patroli. Strażnicy byli regularnie sprawdzani, raz przez swoich kapitanów, raz przez kawalerię Zakonu zwaną „Turkopilieri”.
W niektórych wioskach utworzono zbrojownie, w których gromadzono broń z pobliskich wiosek, aby była bezpieczniejsza i utrzymywana w dobrym stanie. Jeden ze starszych miał opiekować się zbrojownią, był także płatnerz, który dbał o to, aby broń była gotowa do użytku w razie potrzeby
W ciągu siedmiu miesięcy od pierwszego marca do końca września zwiększała się liczba patroli we wszystkich częściach wybrzeża. Należy zaznaczyć, że zimą żeglowanie było bardzo niebezpieczne, dlatego rybacy ograniczali swoją aktywność. Z tego samego powodu Turcy nie wysyłali armii zimą. Strażnikom tym płacono półtora lub dwa scudi miesięcznie. Opłatę tę wypłacały dwa Universitàs (rady lokalne), w Valletcie i Mdinie. To znaczy, że Maltańczycy sami płacili za patrole wokół swojej ziemi.
W 1738 dejma została podzielona na kilka pułków. Były to kompanie miejskie i pułki wiejskie. Wiejskie pułki powstały w Qormi, Żebbuġ, Birkirkarze, Naxxar, Żejtun i Luqa.
Dla przykładu, pułk w Luqa składał się z kompanii siedmiu wsi: Gudja, Luqa, Żurrieq, Safi, Immaqba, Qrendi i Kirkop. Skład kadrowy wyglądał następująco: pułkownik, podpułkownik, major i adiutant majora. Pod dowództwem tych starszych oficerów było 78 innych oficerów, mianowicie sześciu kapitanów, 2 podporuczników, 2 sierżantów, 2 podsierżantów i 36 kaprali. Żołnierzy było 650.
Na wypadek, gdyby spodziewano się poważnego ataku, istniały bardziej złożone ustalenia. Pierwszym krokiem było to, że żołnierze dejmy, gdy tylko usłyszą wystrzał lub dzwony, gromadzili się pod „krzyżem dejmy”, aby otrzymać rozkazy. Był to krzyż na kolumnie na skraju wsi.